# Dům čp. 266 (Štramberk)
Dům čp. 266 stojí na ulici Dolní Bašta ve Štramberku v okrese Nový Jičín. Roubený dům byl postaven na konci 18. století. Byl zapsán do Ústředního seznamu kulturních památek ČR před rokem 1988 a je součástí městské památkové rezervace.

## Historie
Podle urbáře z roku 1558 bylo na náměstí postaveno původně 22 domů s dřevěným podloubím, kterým bylo přiznáno šenkovní právo, a sedm usedlých na předměstí. Uprostřed náměstí stál pivovar. V roce 1614 je uváděno 28 hospodářů, fara, kostel, škola a za hradbami 19 domů. Za panování jezuitů bylo v roce 1656 uváděno 53 domů. První zděný dům čp. 10 byl postaven na náměstí v roce 1799. V roce 1855 postihl Štramberk požár, při němž shořelo na 40 domů a dvě stodoly. V třicátých letech 19. století stálo nedaleko náměstí ještě dvanáct dřevěných domů.
Původní roubený dům čp. 266 byl postaven na konci 18. století. V roce 1996 byl rekonstruován, přičemž bylo vyměněno větší množství původních dřevěných prvků. Objekt je příkladem původní předměstské zástavby ve Štramberku.

## Stavební podoba
Dům je přízemní roubená stavba na obdélném půdorysu, stojí mezi silnicí Horní a Dolní Bašta. Dispozice je trojdílná se síní, jizbou a komorou. Stavba je roubená z hrubě otesaných kuláčů. Dům je postaven na vysoké omítané kamenné podezdívce, která vyrovnává svahovou nerovnost. Je podsklepen s přístupem z ulice přes přistavěnou garáž. Štítové průčelí je tříosé s kaslíkovými okny, štít je trojúhelníkový svisle bedněný s laťováním, se třemi okny, s kabřincem ve vrcholu a podlomenicí v patě štítu. Na záklopovém prkně je uvedeno datum renovace domu. Střecha je sedlová s vikýřem na západní straně, krytá šindelem. Zadní část přízemí je zděná. V zadní části levé okapové strany je vchod krytý zděným přístavkem.